# Ruta de los Templos
La Ruta de los Templos es una ruta turística en Melilla, España, que comprende la visita a los principales 4 templos de la ciudad. La ruta comienza con la visita a la Iglesia de la Purísima Concepción, la más antigua de Melilla (1657), de estilo románico tardío y de interior barroco, en cuyo altar se encuentra la muy venerada imagen de la patrona de la ciudad, la Virgen de la Victoria. A continuación, los turistas se dirigen a la Sinagoga Or Zaruah, edificio modernista de 1924. El siguiente templo a visitar es el Templo Hindú, ubicado también en un edificio modernista y por último la Mezquita Central, fundada en 1950.

## Historia
La Ruta de los Templos de Melilla surge en 2006 como una iniciativa del Patronato de Turismo en la búsqueda de un producto turístico que contribuyera al desarrollo económico de la ciudad, a través de su proyección cultural y religiosa hacia el exterior.

## Galería

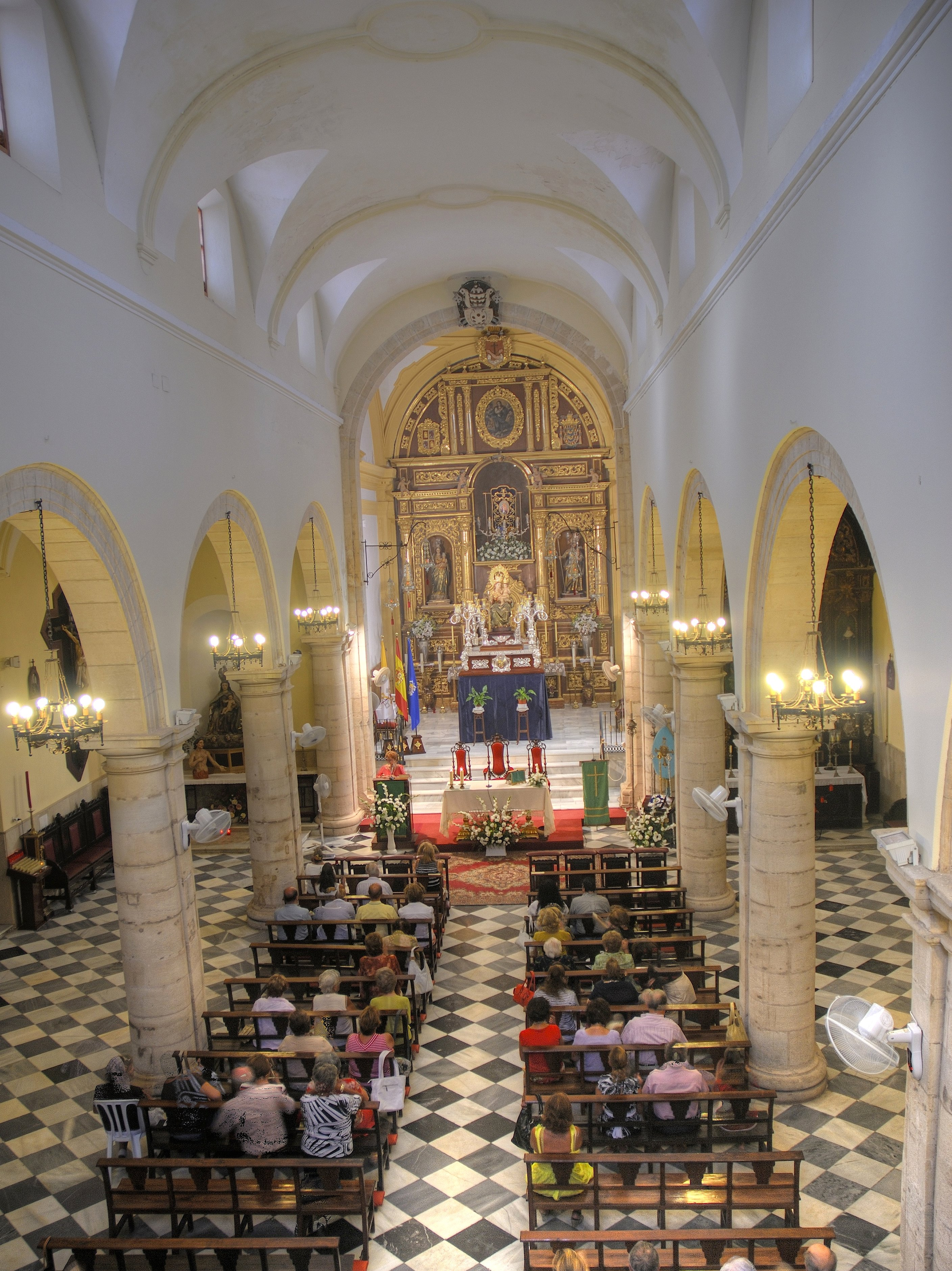
Iglesia de la Purísima Concepción.
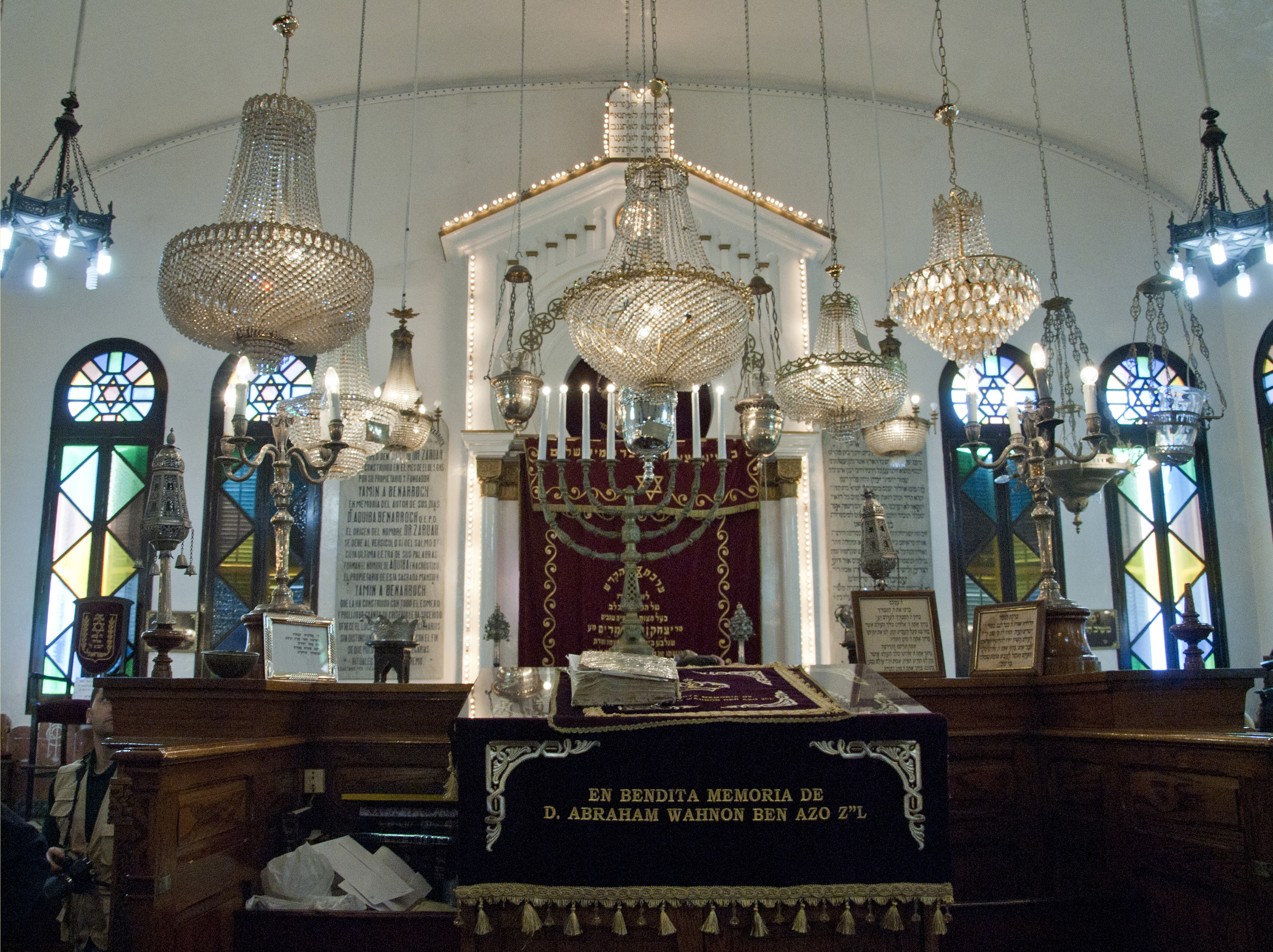
Sinagoga Or Zaruah.
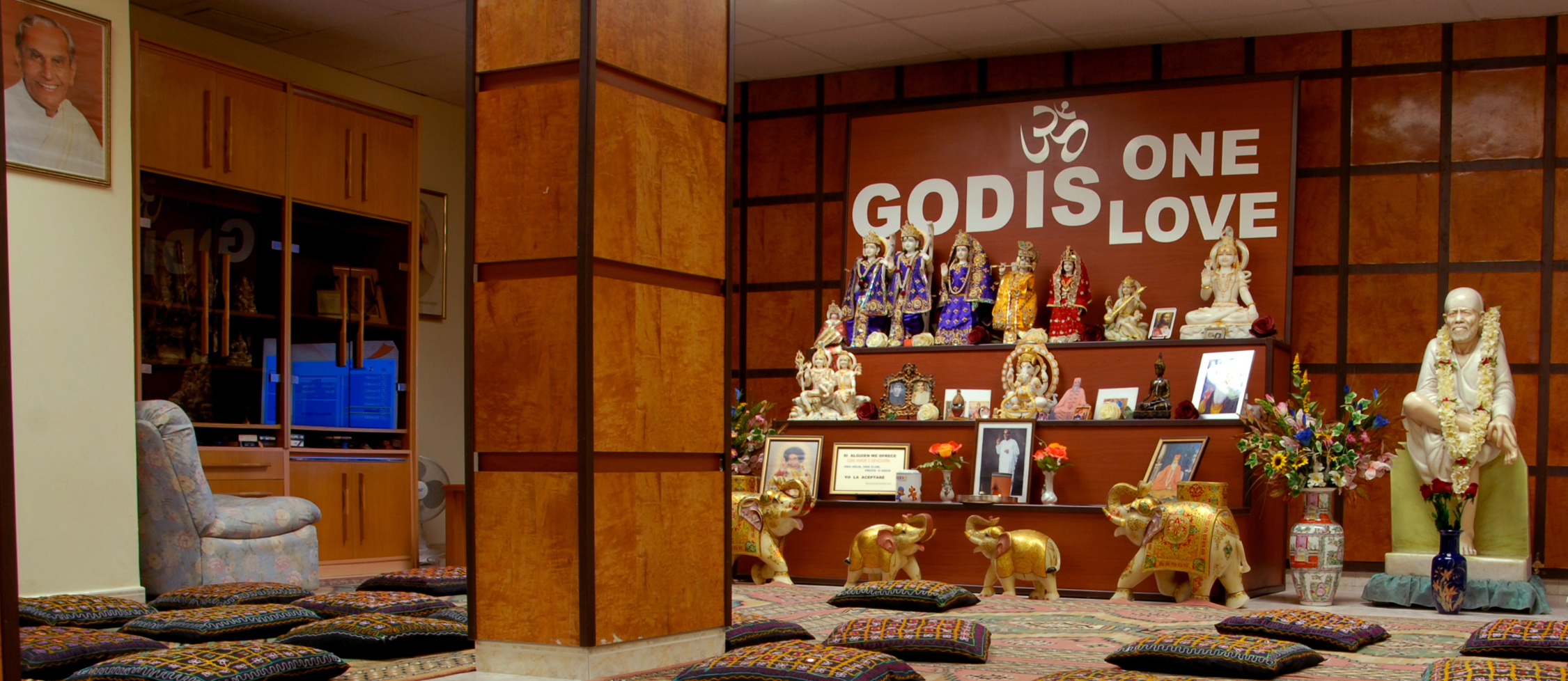
Templo Hindú.
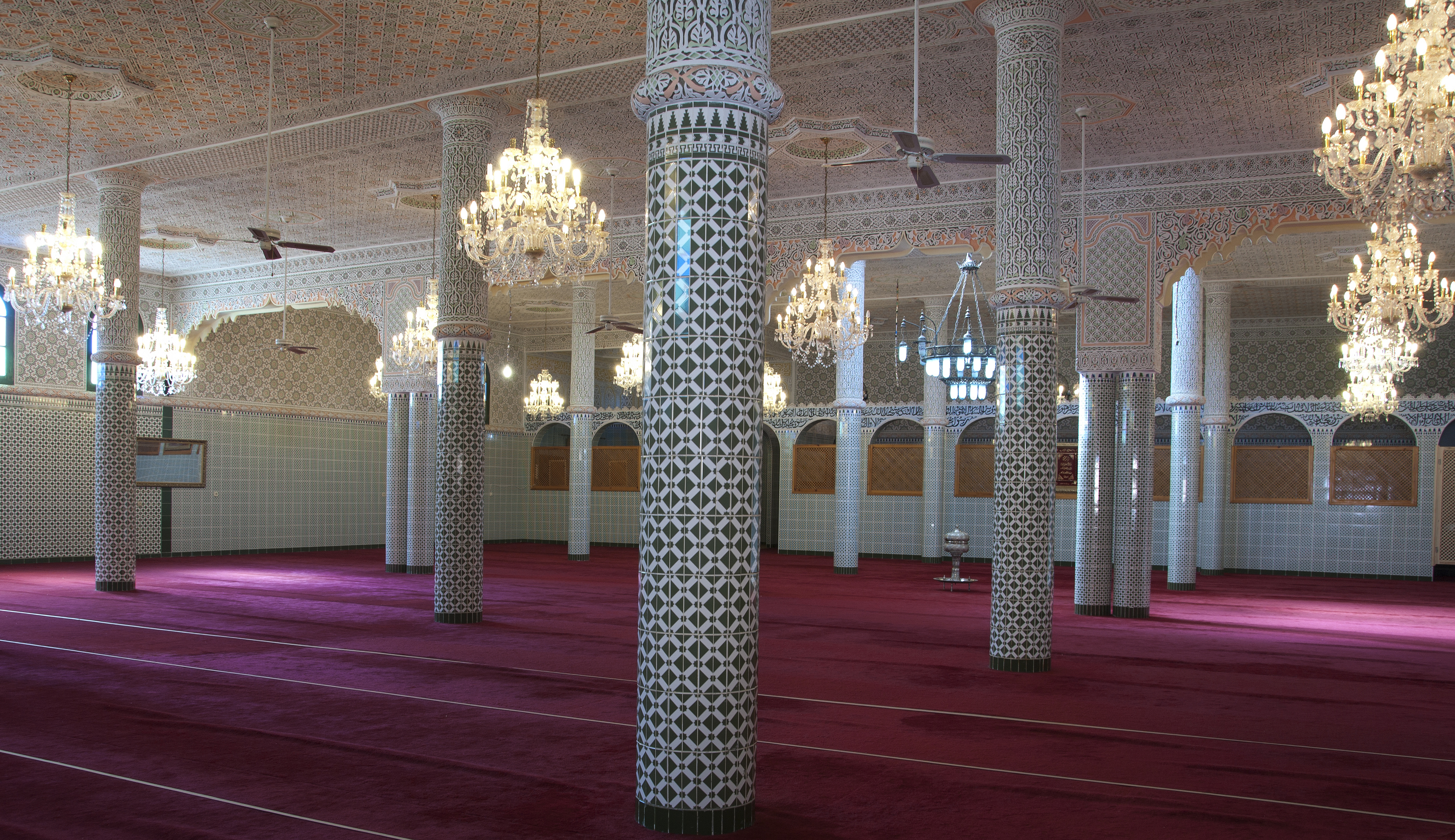
Mezquita Central.